# Una pistola per un vile
Una pistola per un vile (Gun for a Coward) è un film del 1957 diretto da Abner Biberman.
È un western statunitense con Fred MacMurray, Jeffrey Hunter, Janice Rule, Chill Wills e Dean Stockwell.

## Produzione
Il film, diretto da Abner Biberman su una sceneggiatura di R. Wright Campbell, fu prodotto da William Alland per la Universal International Pictures e girato a Santa Clarita e nel Vasquez Rocks Natural Area Park ad Agua Dulce, in California, dal 29 marzo all'inizio di maggio 1956. Il titolo di lavorazione fu Moonbrand. I diritti sul soggetto erano stati precedentemente acquistati dalla Warner Bros. che aveva intenzione di girare il film con James Dean protagonista. Dopo la morte di quest'ultimo, tuttavia, la storia fu acquistata dalla Universal.

## Distribuzione
Il film fu distribuito con il titolo Gun for a Coward negli Stati Uniti dal 30 gennaio 1957 (première a New York) al cinema dalla Universal Pictures.
Altre distribuzioni:
- in Finlandia il 22 febbraio 1957 (Ase pelkurin kädessä)
- in Germania Ovest il 26 marzo 1957 (Schieß oder stirb!)
- in Austria nel maggio del 1957
- in Svezia il 12 agosto 1957 (Skjut - eller dö!)
- in Spagna il 19 marzo 1962 (Una pistola para un cobarde)
- in Belgio (Frères ennemis)
- in Brasile (Arma para um Covarde)
- in Francia (Une arme pour un lâche)
- in Italia (Una pistola per un vile)

## Promozione
Le tagline sono:
- SAGA OF WESTERN GUN-JUSTICE!
- Challenge one brother...you answer to all!